# Stor sotdyna
Stor sotdyna (Camarops polysperma) är en svampart som först beskrevs av Jean François Montagne, och fick sitt nu gällande namn av J.H. Mill. 1930. Stor sotdyna ingår i släktet Camarops och familjen Boliniaceae.  Arten är reproducerande i Sverige. Inga underarter finns listade i Catalogue of Life.